# PALOP
A PALOP betűszó a portugált hivatalos nyelvként használó afrikai országok kifejezés portugál nyelvű változatából származik: Países Africanos de Língua Oficial Portuguesa.
Ez egyrészt egy külső elnevezés, másrészt viszont ténylegesen létező együttműködést is takar.
Az együttműködés magját a következő öt afrikai ország adja:
- ANG
- CPV
- GNB
- MOZ
- STP

Hozzájuk később csatlakozott az egykori portugál (1474–1778), majd később spanyol kolónia (1778–1968):  GNQ
Mindazonáltal amikor az együttműködést szorosabb és hivatalos formába öntötték 2014-ben a FORPALOP keretében, akkor is csupán utólag csatlakozott.